# Xipa

Chipa almidón del nord-est argentí, en la seva versió correntina.

La (o el) chipa o chipá (el mot no té gènere essent un terme en llengua guaraní) és un pa petit fet amb midó de mandioca, formatge dur, llet, ous, llard i sal, també s'hi pot afegir una mica de llevat en pols o un rajolí de suc de taronja o una mica d'oli de gira-sol o les dues o tres coses alhora. Aquest plat, sota aquestes denominacions i gairebé amb els mateixos ingredients i proporcions d'aquests, és propi de Paraguai, del nord-est argentí i de part del sud-oest brasiler.

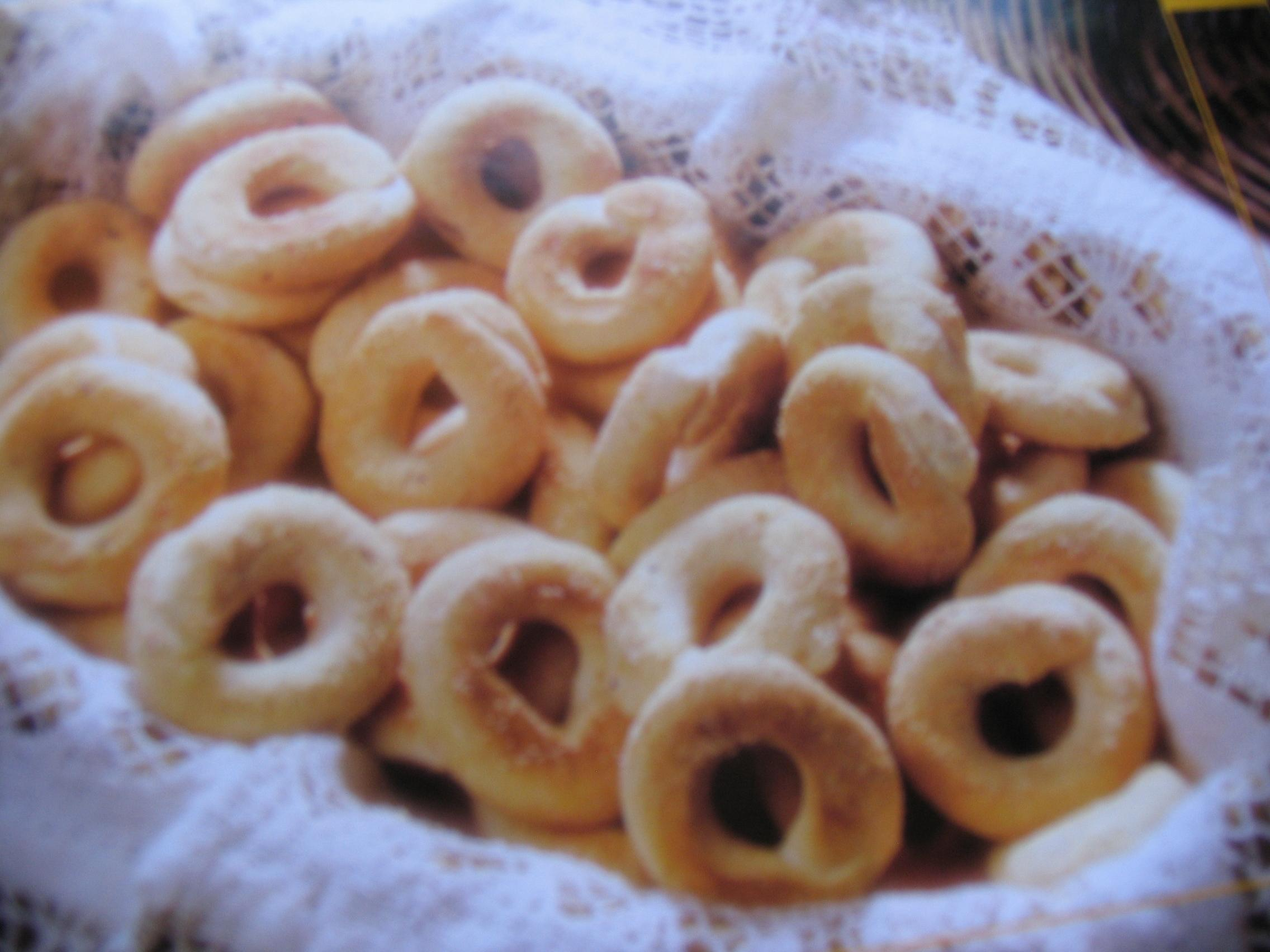
Chipa piru (piru en guaraní vol dir "prim")

## Noms
Al Paraguai i a les províncies argentines de Formosa i Misiones és coneguda com "la chipa" (accentuat en la "i") o en diminutiu "chipita". En guaraní, la paraula no té gènere gramatical, però la major part de les gramàtiques accepten l'ús de certs articles de l'espanyol ("la" i "el").
La "ch" es pronuncia com la xeix del català en el guaraní parlat al Paraguai, a la província de Formosa i part de Chaco (Argentina) i com a "tx" en el guaraní parlat a Corrientes, part de Chaco, Misiones i Entre Ríos, és a dir, en gran part de les províncies del nord-est de l'Argentina.
A Corrientes, Entre Ríos, Chaco i altres llocs de l'Argentina, s'anomena "el chipá" (en masculí i amb l'accent tònic en la "a") i el seu diminut "chipacito".

## Origen i història
Es considera que va ser a la regió de les Missions jesuítiques guaranís, regió que era de domini guaraní abans de l'arribada dels colonitzadors, on es va desenvolupar la cultura i gastronomia del que actualment es coneix com a "Àrea Guaranítica" (zona geogràfica sud-americana que conserva part de la cultura guaraní). La cultura desenvolupada en aquestes missions va ser molt forta, i els guaranís van ser usats pels conqueridors i els Jesuïtes (evangelitzadors del catolicisme) com intermediaris amb altres pobles amerindis, va ser per aquests motius que la cultura dels guaranís que poblaven la zona dels Rius Paraguai, Paraná (en el seu curs superior) i Uruguai (en el seu curs superior) es va conservar fort en aquesta zona, i alhora es va estendre (parcialment) cap a zones que no estaven poblades pels mateixos guaranís. Així, que l'àrea guaraní actual és més extensa que el territori poblat pels guaranís a l'arribada dels conqueridors.
En els registres històrics de l'època de la colònia i dels jesuïtes apareix en diversos paràgrafs que els guaraní preparaven coques i pans de mandioca o de blat de moro. Durant l'època de les missions jesuítiques-guaranís, l'alimentació guaraní va ser complementada amb altres aliments (i idees sobre aquests) que els jesuïtes van portar amb si del vell continent. Això es va deure a la introducció de bestiar en l'àrea de les Missions, i a partir d'aquests s'obtenien "nous" aliments (per la zona esmentada), com ara: carn bovina i ovina, llet, ous, formatges, etc. D'aquesta manera, àpats amb ingredients de la base gastronòmica guaraní (blat de moro, mandioca, "zapallo", etc.) s'han barrejat amb ingredients portats pels conqueridors i els jesuïtes (carn, llet, formatges, ous, etc.), la qual cosa ha donat lloc a menjars que s'han consumit a partir d'aquesta època colonial fins a l'actualitat. Segurament ha estat en aquest context i en aquesta zona de les missions que es va crear la recepta de base del "chipá" o "chipa almidón", partint d'aquesta les seves diferents variants.
Cal recordar que les Missions jesuítiques guaraní es trobaven en territoris que avui dia estan dividits en la zona fronterera de 3 països: Argentina, Brasil i Paraguai. Tenint en compte això i tot el que s'ha dit anteriorment, s'entén perquè hi ha plats tradicionals comuns (tant en l'origen, el desenvolupament i en l'actualitat) a la zona fronterera d'aquests 3 països. La chipa és un d'aquests plats d'origen i desenvolupament comú, i per tot això es podria dir que tant el chipá, com altres àpats del mateix origen i arrel, no tenen nacionalitat. Totes aquestes, són menjars que van sorgir en una regió on es van conservar (i fins i tot es van expandir, geogràficament parlant) i es consumeixen (sense interrupció) fins al dia d'avui. A més, es tenen com a símbols de cultura i tradició gastronòmica.
A partir de mitjan o fi del segle xix, les immigracions internes argentines (i en aquest cas, especialment aquella correntina), i la paraguaiana han fet que el chipa sigui de consum prou habitual en punts geogràfics tan llunyans a la regió d'origen d'aquest menjar (frontera entre Paraguai, Argentina i Brasil), com la Ciutat de Buenos Aires.
A més, avui dia, la chipa és de consum habitual i tradicional (a més de propi i originari) en el Nord-est de l'Argentina i en tot Paraguai. Al Brasil es consumeix la chipa, però amb la seva pròpia guisa de preparar i sota el nom de pão de queijo, encara que en la regió on antany es va crear aquest menjar, també és anomenat "chipá". Relativament a prop de tota aquesta regió (a l'Est de Bolívia), i també amb nom guaraní, es consumeix un menjar molt similar anomenat "cuñapé" ("pit de dona", en guaraní), el qual podria tenir un origen similar, si no el mateix, que la chipa.

## Maneres d'anomenar aquest menjar
A les províncies argentines de Formosa i Misiones, i al Paraguai es diu "chipa" (en femení i sense accent) o "chipita". En la major part de  Corrientes, Chaco, i altres llocs de l'Argentina on es consumeix, rep el nom de "chipá" (en masculí i amb accent a la A) o "chipacito".

## Elaboració
La variant de chipá més freqüent s'elabora amb midó de mandioca, llet, formatge, ous, una mica de sal comuna i mantega o oli, amb què es preparen petits panets de 4 cm de diàmetre, aproximadament. La lleugeria de la fècula de mandioca, mòlta molt finament, li dona una consistència especial i permet que domini el gust de formatge fos. De vegades s'amaneix amb llavors d'anís, i en altres es condimenta amb una mica de suc de taronja (un dels conreus més important en província de Corrientes). Algunes vegades, a tot això s'afegeix una mica de farina de blat de moro, o de blat, per a donar una mica més de consistència a la chipá.

## Variants
Altres variants són la chipa guazú ("guazú" vol dir 'gros' en guaraní) elaborada amb farina de blat de moro en estat fresc (choclo) (la qual és un dels plats habituals en la taula dels divendres o durant la quaresma perquè no conté carn), la "chipa asador", "chipá caburé" o chipá mbocá (que es cou amb la calor de brases i al voltant d'un ast, de manera que no té l'esponjosa part interna), la chipá avati (elaborat amb farina de blat de moro, blanc o groc), la chipa so'o ("so'o" vol dir 'carn' en guaraní, amb un petit farciment de carn de bou), la chipá quezú (la qual s'elabora amb formatge fresc, preferentment de cabra), etc.
Hi ha altres varietats de chipa que es diferencien pels seus ingredients, com ara la "chipa manduví" (feta amb una barreja de farina de blat de moro i de cacauet), el "chipá rora" (feta de la closca de la llavor de blat de moro després d'haver estat colat"). Una altra variant és la chipá mai que és el "pa de formatge" brasiler.

## Una altra informació
Aquest plat és típic en el nord-est argentí (províncies de: Missions, Chaco, Corrents, Formosa, Nord-est de Santa Fe, i part de la franja septentrional d'Entre Rius que limita amb Corrientes). A diferència de la chipa (paraguaiana) que va arribar, a través d'immigrants paraguaians, a altres punts del país (com el Gran Buenos Aires), la chipa és un plat que ha existit a la regió des que els indígenes guaranís van trepitjar aquest sòl (el nord-est argentí) en època precolombina, el qual ara forma part de l'Argentina.
Al Paraguai on també és típic, hi ha diversos tipus de chipa, però els més coneguts són el "chipá de almidón" o el "chipá avati", a més de diversos tipus de  panets o coques de: fècula de mandioca o blat de moro, i formatge; típics de la gastronomia paraguaiana. En aquest país, la ciutat de Coronel Bogado, al departament d'Itapúa, és considerada la Capital Nacional de la Chipà.
Per Setmana Santa, les famílies del Nord-est argentí i les paraguaianes que són catòliques solen preparar les "chipas" per a compartir-les amb els familiars i els amics, i constitueix per a ells el sol àpat del dia Divendres Sant.

## Similituds amb altres plats sud-americans
En el departament de Santa Cruz (orient de Bolívia) es consumeix el cuñapé, a l'Equador els muchines de iuca, a Colòmbia el pa de iuca i el pandebonos, i al Brasil el pa de formatge. Tots aquests mantenen similituds amb el chipá o la chipa.